# DSB IC2
La rame DMU IC2 Diesel Multiple Units IC2 est un train articulé insécable bi-caisses destiné au trafic rapide inter-cités construit par le constructeur italien AnsaldoBreda S.p.A. sur commande des Danske Statsbaner - DSB, les chemins de fer du Danemark de novembre 2002, venant s'ajouter à la commande de 83 rames DSB IC4. Après une longue période de mise au point de l'aménagement des voitures pour une utilisation non figée, la fabrication des rames IC2 a débuté en 2010, après la fin de la production des rames DSB IC4 à 4 caisses. La première rame IC2 a été livrée le 19 juillet 2011, et testée. Les 8 premières rames ont été mises en service le 12 novembre 2012 sur la ligne entre Kolding et Vejle. La 23e et dernière rame a été livrée le 24 octobre 2013.

## Conception

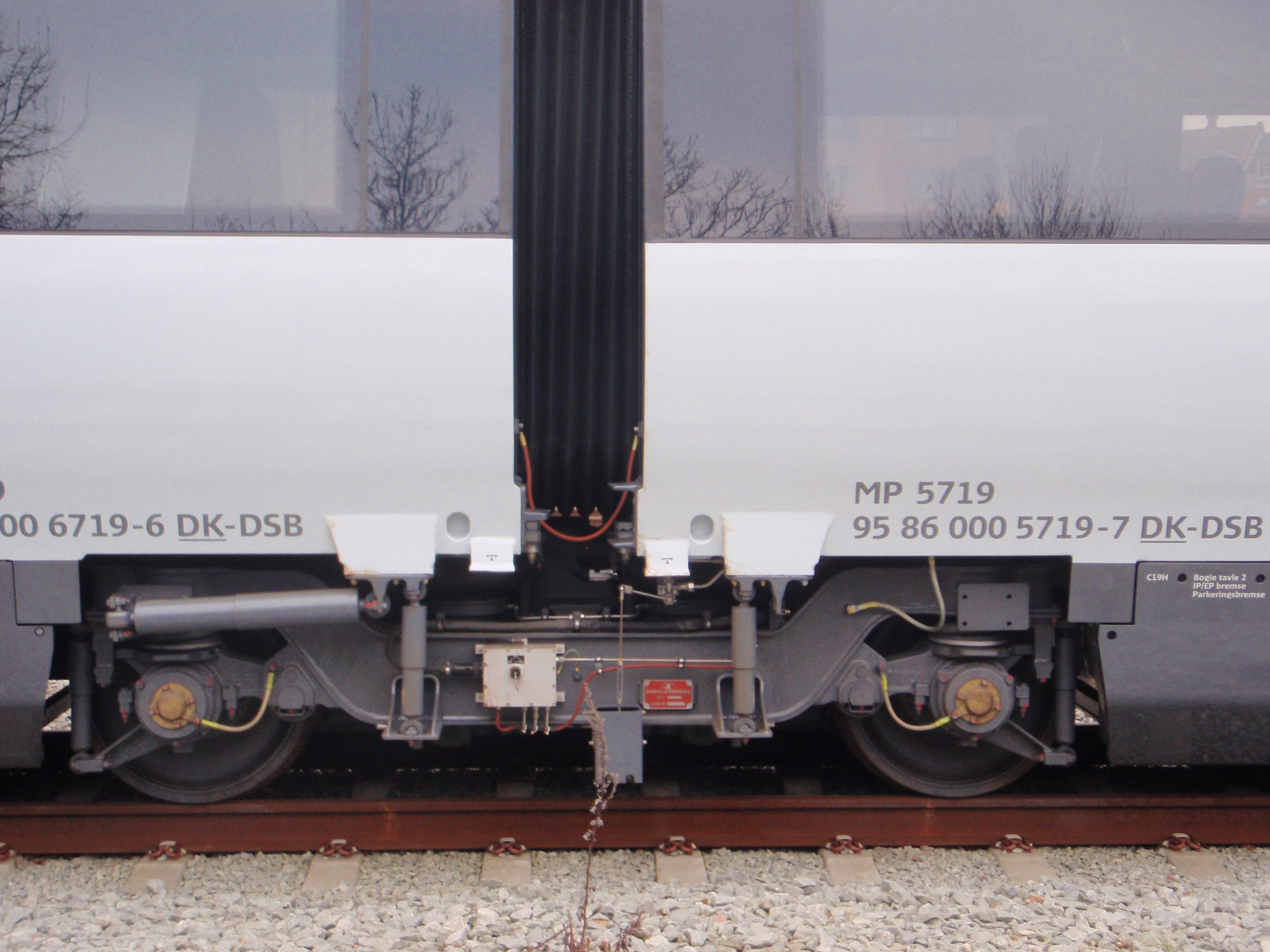
Bogie AnsaldoBreda type Jacobs entre les 2 caisses des IC2

Le cahier des charges général, identique à l'appel d'offres international, lancé par les chemins de fer danois Danske Statsbaner - DSB en 2000 pour la fourniture des 83 rames à grande vitesse IC4, imposait que le projet devait permettre de réduire fortement les temps de trajet, offrir un très haut niveau de confort aux voyageurs, avoir une fiabilité élevée et des coûts de fonctionnement et de maintenance faibles, mais surtout n'avoir aucun impact sur l'environnement.
Les rames articulées insécables DMU IC2 partagent la technologie et le design avec les rames IC4. Les rames IC2 comportent seulement deux voitures-pilotes assemblées selon le schéma M+M, d'une longueur totale de 48,00 mètres qui peuvent être accouplées en multiple, jusqu'à 5 UM, indiféremment IC2 et IC4. Elles sont homologuées pour une vitesse de 200 km/h (alors que le Danemark limite la vitesse sur ses voies ferrées à 180 km/h). La structure en aluminium des voitures permet un gain appréciable du poids et augmente de ce fait les prestations globales. Tous les matériaux composant les rames sont entièrement recyclables sans aucune exception. 
Les deux extrémités sont aérodynamiques et de dessin moderne. La structure est conçue pour absorber l'énergie générée en cas de choc frontal à haute vitesse, jusqu'à 6 MJ. La pointe avant à chaque extrémité abrite un attelage automatique Scharfenberg.
Chaque rame offre 114 places assises de 2e classe uniquement, avec un module de 2100 mm. Les voitures sont aménagées en salons avec des sièges face à face. Il existe un système électronique de réservation des places par Internet. La rame IC2 dispose de deux toilettes soit  une toilette pour 57 passagers (si 100 % d'occupation), plus que dans DSB IC4 et IC3, qui ne sont équipés que d'une toilette pour 68 et 72 passagers. La rame comporte un plancher surbaissé à 600 mm du rail, pour faciliter l'accès des personnes PMR à fauteuil. Le design, étudié avec le bureau de style italien Pininfarina, est agréable et assure un confort de niveau élevé. La circulation en les voitures d'une même rame est aisé mais impossible entre deux rames interconnectées.
Les éléments de confort comprennent la climatisation, le chauffage qui récupère les calories dégagées par les moteurs diesel, un circuit d'informations du public audio/vidéo avec des écrans aux places réservées, des fauteuils inclinables avec casques écouteurs. Le confort des passagers est amélioré du fait de la présence de suspensions pneumatiques.
La propulsion est assurée par deux moteurs diesel IVECO VECTOR V20 de 20 080 cm3 à injection directe Common Rail à basses émissions polluantes, assurant une puissance bridée à 1 120 kW.

## Design
Le design est le fruit d'une longue mise au point entre les responsables danois des DSB très enclins aux solutions minimalistes et simplistes, comme les aiment les peuples du Nord de l'Europe avec une utilisation importante du bois, et les designers italiens de Pininfarina. Les aménagements intérieurs favorisent les matériaux naturels. Il est possible de réserver des billets et des places à partir du train lui-même. La disposition des fauteuils est systématiquement du type face à face avec de grande tablettes.

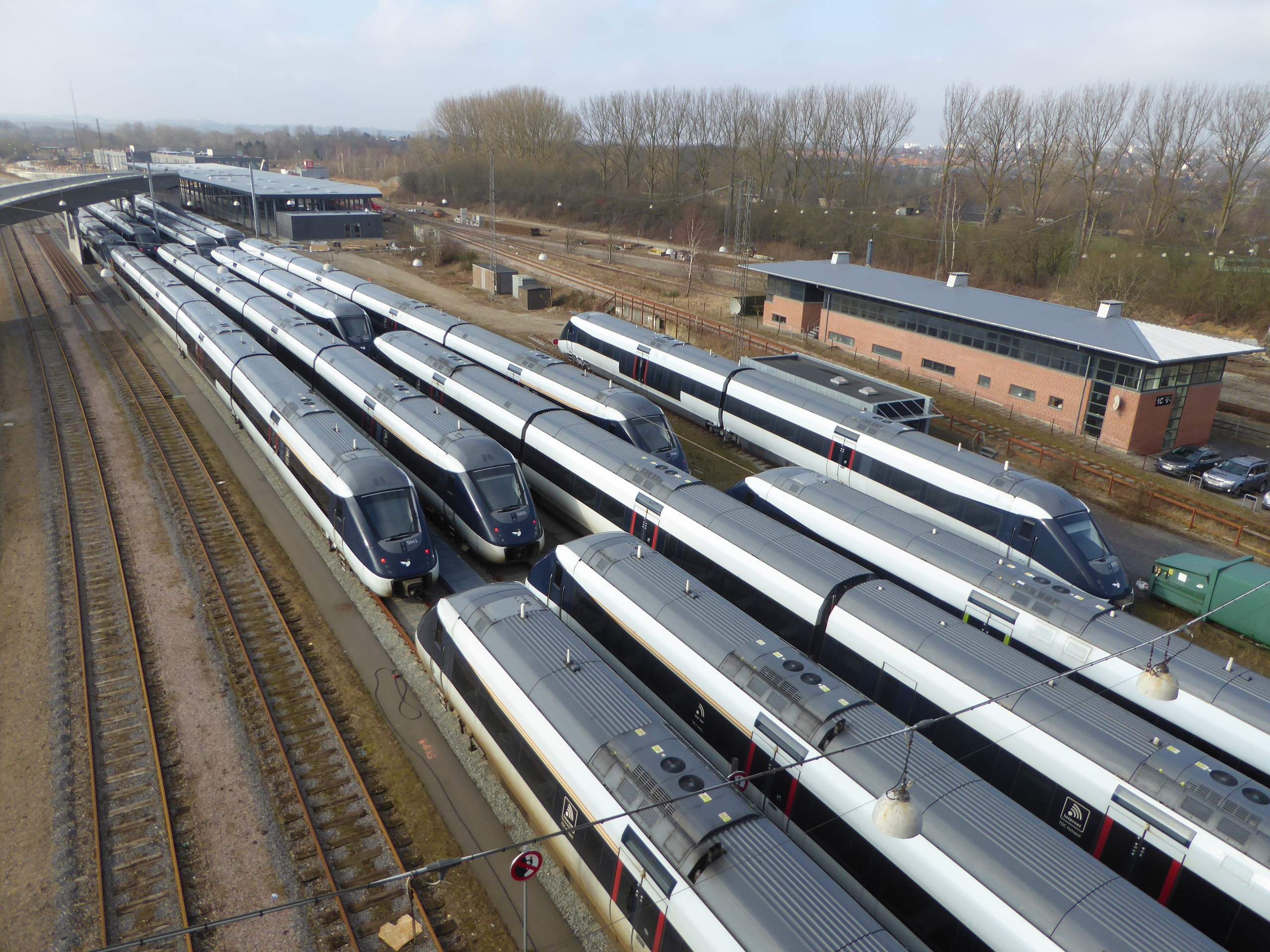
Rames IC2 et IC4 stockée en gare de Aarhus (2016)

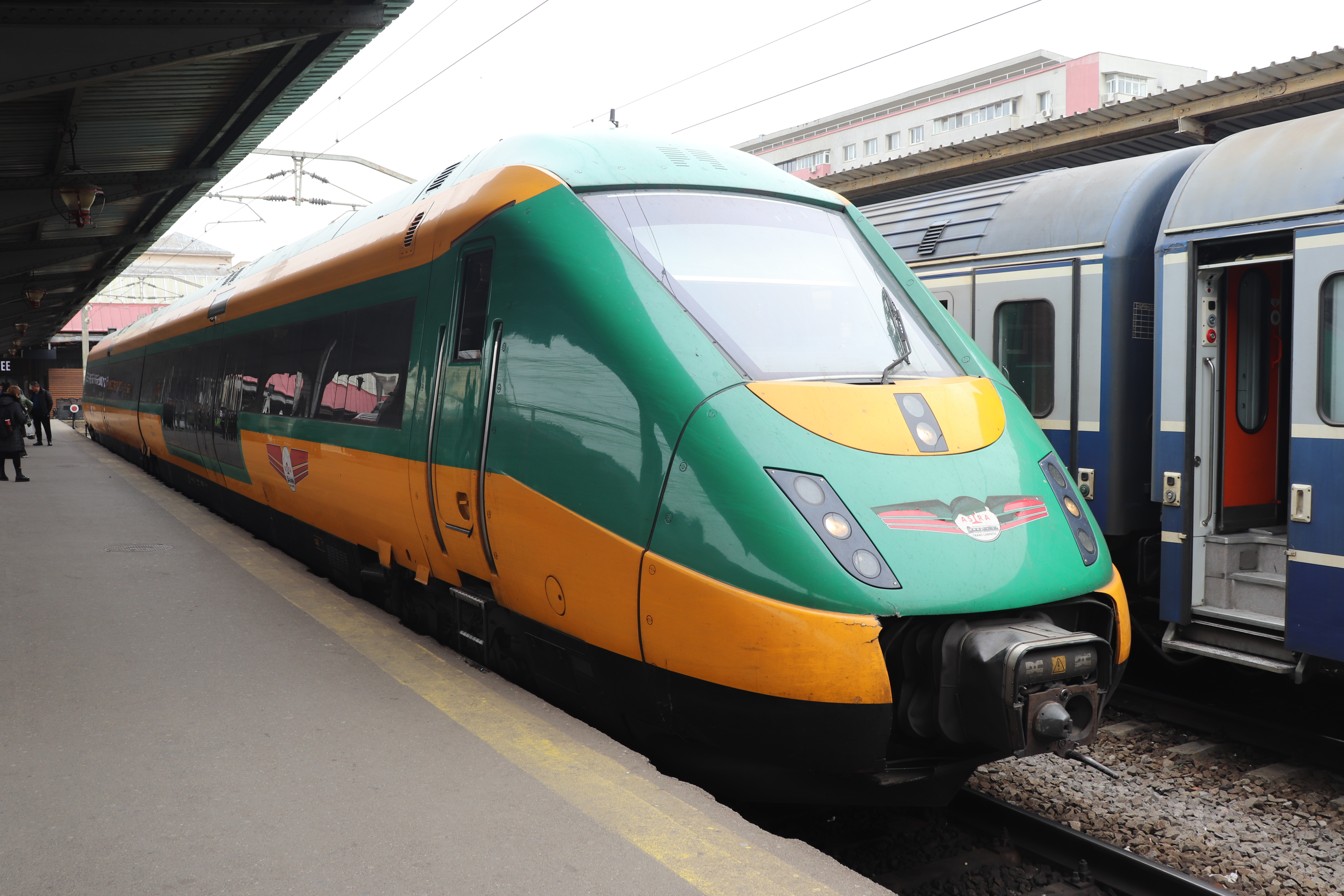
Rame ex IC2 MP5718+FP6718 d'Astra TransCarpatic en gare de Bucureșt Nord (2024)

## Controverse
Les retards de mise à disposition des premières rames IC2 attendue fin 2004 mais réalisée en juillet 2011 à la suite de la mise au point laborieuse de l'aménagement des voitures a conduit la DSB à repenser l'utilisation de ces rames. Il a même été envisagé d'annuler le contrat avec le constructeur italien. Cela a soulevé la controverse au niveau gouvernemental sur la rénovation des lignes danoises : la commande à AnsaldoBreda de rames diesel abandonnait, de fait, l'idée d'électrification généralisée alors que les déboires actuels remettaient l'électrification à l'ordre du jour. 
L'utilité de ces rames s'est posée lorsque le parc d'Aarhus a du accueillir les rames IC2 non utilisées. La compagnie danoise a alors décidé, en 2016, de radier l'ensemble des rames IC2 et de les vendre. C'est la compagnie roumaine Astra Trans Carpatic qui a d'abord acquis 3 exemplaires afin de les tester puis, a racheté les 12 rames IC2 qu'elle utilise sur son réseau,.
En mai 2017, une rame IC2 a été offerte au Musée ferroviaire du Danemark (en).